# Дискавери (Калифорнија)
Дискавери (енгл. Discovery Bay) насељено је место без административног статуса у америчкој савезној држави Калифорнија.

## Демографија
По попису из 2010. године број становника је 13.352, што је 4.371 (48,7%) становника више него 2000. године.
| Група             | 2000.         | 2010.         |
| Белци             | 7.406 (82,5%) | 9.659 (72,3%) |
| Афроамериканци    | 165 (1,8%)    | 550 (4,1%)    |
| Азијати           | 160 (1,8%)    | 522 (3,9%)    |
| Хиспаноамериканци | 937 (10,4%)   | 2.074 (15,5%) |
| Укупно            | 8.981         | 13.352        |